# Моаззам Джах
Моаззам Джах, Валашан Шахзада Наваб Мир Сэр Шуджаат Али Хан Сиддики Бахадур (21 декабря 1907 — 15 сентября 1987) — хайдарабадский принц, второй сын Асафа Джаха VII (1886—1967), последнего низама Хайдарабада, и его первой жены Дулхан Паша Бегум.
Поэт, который имел тесные связи с поэтом Наджмом Афанди после того, как последний переехал из Агры в княжество Хайдарабад. Принц также писал стихи под псевдонимом Шахджи.
Джах проживал в отеле Хилл Форт Палас в Хайдарабаде. Популярный рынок Моаззам Джахи в Хайдарабаде назван в его честь.
В 1947 году принц Моаззам Джах получил от короля Великобритании и императора Индии Георга VI разрешение на использования обращение: «Ваше Высочество».

## Ранняя жизнь
Родился 2 января 1908 года в Хайдарабаде и был вторым сыном Мира Османа Али Хана (1886—1967), последнего низама Хайдарабада (1911—1948). Его матерью была Дулхан-Паша Бегум Сахиба, первая жена Османа Али Хана. Старший брат — Азам Джах (1907—1970), принц Берарский.
В молодости Джах был широко известен как младший принц. Он получал ежегодную стипендию от своего отца, низама Хайдарабада.

## Поэт
Моаззам Джах очень любил поэзию. Он сочинял стихи на урду и газели под псевдонимом «Шахджи». Он создал свой собственный поэтический кружок во дворце Хилл-Форт, в котором приняли участие около 30 поэтов урду из Лакхнау и Дели. Кружок заседал только по ночам. Поэты обычно приходили к его двору по вечерам. Обед проходил в полночь. Моаззам Джах обычно декламировал стихи, сочиненные им самим при дворе. После него другие поэты обычно читали свои собственные стихи. Это продолжалось до азана (исламского призыва к молитве) молитвы Фаджр.

## Личная жизнь
Принц Моаззам Джах был трижды женат. 12 ноября 1931 года в Ницце (Франция) Моаззам Джах женился на 15-летней принцессе Османской империи Нилуфер Ханум Султане (4 января 1916 — 12 июня 1989), дочери Дамада Морализада Саларуддина-бея Эффенди и принцессы Адиль-Султан. В этот же день старший брат Моаззама Джаха Азам Джах женился на двоюродной сестре Нилуфер, принцессе Дюррюшехвар-султан. Эти свадьбы проводились как «союз двух великих династий». Неспособность Нилуфер родить ребенка осложняла их брак. В 1952 году, после 21 года брака, они расстались.
19 октября 1948 года Моаззам джах вторично женился на Разье Бегум Сахибе, от брака с которой у него было три дочери.
- Сахибзади Фатима Фоузия Бегум Сахиба (род. 4 июля 1949)
- Сахибзади Амина Марзия Бегум Сахиба (род. 15 октября 1950)
- Сахибзади Алия Кулсум Бегум Сахиба (род. 12 марта 1952)

В декабре 1952 года в Хайдарабаде он в третий раз женился на Сахибзади Анвари Бегум Сахибе (род. 1934), дочери богатого землевладельца. У супругов были один сын и две дочери:
- Шахамат Джах, Наваб Мир Шахамат Али Хан (род. январь 1954)
- Сахибзади Сакина Бегум Сахиба (1962—1970).

15 сентября 1987 года 79-летний принц Моаззам Джах скончался в Ферн Вилла, Ред Хиллс, Хайдарабад.

## Титулы
- 1907—1929: Моаззам Джах, Валашан Шахзада Наваб Мир Шуджаат Али Хан Бахадур
- 1929—1945: Полковник Моаззам Джах, Валашан Шахзада Наваб Мир Шуджаат Али Хан Бахадур
- 1945—1946: Генерал Моаззам Джах, Валашан Шахзада Наваб Мир Шуджаат Али Хан Бахадур
- 1946—1947: Генерал Моаззам Джах, Валашан Шахзада Наваб Мир Сэр Шуджаат Али Хан Бахадур, рыцарь — командор Ордена Индийской империи
- 1947—1987: Генерал Его Высочество Моаззам Джах, Валашан Шахзада Наваб Мир Сэр Шуджаат Али Хан Бахадур, рыцарь — командор Ордена Индийской империи

## Награды
- Медаль Серебряного юбилея короля Георга V — 1935 год
- Коронационная медаль Георга VI — 1937 год
- Серебряная юбилейная медаль Низама — 1937 год
- Медаль Победы в Тунисе — 1942 год
- Хайдарабадская Военная Медаль — 1945 год
- Рыцарь-командор ордена Индийской империи (KCIE) — 1946 год.